# Mariano de la Llosa y Vizcarra
Mariano Esteban de la Llosa y Vizcarra (Moquegua, ¿1790?-Arequipa, 1830) fue un abogado y magistrado peruano. Presidente del Congreso Constituyente del Perú de 1827.

## Biografía
Hijo de Francisco de la Llosa y Fernández Maldonado, y de Francisca Vizcarra. Estudió Leyes y Cánones en la Universidad Mayor Real y Pontificia San Francisco Xavier de Chuquisaca, graduándose de bachiller. El 11 de abril de 1813 se recibió de abogado ante la Real Audiencia de Charcas y el 8 de julio del mismo año logró su incorporación en la matrícula de abogados de la Real Audiencia de Lima.
En 1814 empezó a laborar como procurador y síndico del Cabildo Constitucional de Moquegua.
En 1825 fue nombrado vocal de la recién fundada Corte Superior de Justicia de Arequipa, de la que asumió la presidencia por muerte de su titular. En tal calidad, ejerció como prefecto accidental del departamento (1826).
En 1827 fue elegido diputado por el departamento de Arequipa ante el Congreso Constituyente, cuya presidencia ejerció de 4 de octubre a 4 de noviembre de 1827. También formó parte de las comisiones de Legislación, Auxiliar de Hacienda, Justicia y Eclesiástica.
Finalizada su labor parlamentaria, se reincorporó a la magistratura.
En 1829 integró la comisión encargada de preparar un proyecto de educación e instrucción pública, que entonces estaba en manos de la Municipalidad de Lima, el mismo que, una vez concluido, fue remitido al Congreso de la República.
Casado con Petronila Mendoza y Cabello, tuvo varios hijos. Uno de ellos fue María Mercedes Llosa Mendoza, que se casó con Gregorio Cabello Zapata, unión de la que nació la célebre escritora Mercedes Cabello de Carbonera.